# Elly Hallgren
Elly Viktoria Hallgren, född 24 april 1909 i Valleberga församling i dåvarande Malmöhus län, död 15 september 1972 i Jonstorps församling i dåvarande Malmöhus län, var en svensk författare.
Elly Hallgren gav ut åtta böcker, alla skrivna på mål. Hon debuterade med Pär Jinsen i Mossen å anned folk: värs ifrå Österlén (1947), följt av Lerjor å sånbacka, rim å pasjásjor ifrå Österlén (1950), Ola Pärs ålagille å annra paschaser (1954), Byasnack (1957), Glytta å gammalt folk (1960), Gille i byn (1963), Gokväll i stuan (1966) och Lördakväll ti Lars Svens (1969).
Elly Hallgren var dotter till arbetsförmannen Per Persson och Ingrid, ogift Andersson. Hon var från 1931 gift med folkskolläraren Ingvar Hallgren (1906–1976). Parets dotter Ingegärd Sundell (född 1939), är verksam som trubadur, ibland med moderns verk som tema. Makarna Hallgren är gravsatta på Jonstorps kyrkogård.